# Kerala Day

Posizione del Kerala in India

Il Kerala Day, noto anche come Kerala Piravi, segna la nascita dello stato del Kerala nell'India meridionale. Lo stato del Kerala è stato creato il 1º novembre 1956, molto tempo dopo l'indipendenza dell'India. Prima di questo, c'erano tre province principali e diverse regioni periferiche sotto vari governanti.

## Storia
Prima del 1956, il Kerala era stato diviso in tre regioni: Malabar, Cochin e Travancore.
Malabar comprende la regione costiera settentrionale intorno a Cannanore e Calicut. Questa regione era stata governata dallo Zamorin di Calicut prima di essere conquistata da Tipu Sultan. Fu poi ceduto alla British East India Company dopo le guerre anglo-Mysore, e annessa alla presidenza britannica di Madras. La città costiera di Mahe rimase un'enclave francese fino all'inizio degli anni '50, quando fu integrata nel territorio dell'Unione di Puducherry. La regione centrale comprendeva l'ex Regno di Cochin, amministrato da Thrissur. La provincia più meridionale era il Regno di Travancore, con sede nella città di Thiruvananthapuram. Mentre Cochin era stato uno stato vassallo sotto il Raj britannico, il regno di Travancore era amministrato sotto la sovranità.
All'inizio del XX secolo, i musulmani Mappila della regione del Calicut si ribellarono contro gli zamindar indù e il Raj britannico. Negli anni successivi, anche a Travancore e Cochin si verificarono agitazioni per i diritti politici e un governo popolare. Dopo che l'India è stata divisa nel 1947 in India e Pakistan, Travancore e Cochin, parte dell'India è stata fusa il 1º luglio 1949 per formare Travancore-Cochin. Un movimento popolare noto come Aikya Kerala (United Kerala), per la formazione dello Stato del Kerala, diede impulso alla riorganizzazione dello Stato su base linguistica.
Il 1º novembre 1956, i taluk di Kasargod nel distretto Kanara meridionale di Madras, il distretto Malabar di Madras e Travancore-Cochin, senza quattro amministratori locali meridionali (che si unirono al Tamil Nadu), si fusero per formare lo stato del Kerala secondo la legge sulla riorganizzazione degli Stati. Un governo di matrice comunista sotto lo SME Namboodiripad salì al potere dopo le prime elezioni per la nuova Assemblea Legislativa del Kerala nel 1957. Fu uno dei primi governi comunisti eletti, dopo il successo comunista nelle elezioni del 1945 nella Repubblica di San Marino.

## Eventi
- President's Trophy Boat Race
- Riorganizzazione degli stati indiani